# Arne Mortensen
Arne Mortensen (Stavanger, Rogaland, 14 de desembre de 1900 - 28 de febrer de 1942) va ser un remer noruec que va competir a començaments del segle xx.
El 1920 va prendre part en els Jocs Olímpics d'Anvers, on guanyà la medalla de bronze en la competició del vuit amb timoner del programa de rem.